# Tetraloniella hohmanni
Tetraloniella hohmanni är en biart som först beskrevs av Borek Tkalcu 1993.  Tetraloniella hohmanni ingår i släktet Tetraloniella och familjen långtungebin. Inga underarter finns listade i Catalogue of Life.